# Diana cazadora (Gijón)
Diana cazadora es una de las más de cien esculturas, monumentos y obras de arte que adornan las calles de la ciudad asturiana de Gijón, en el norte de España. Está erigida en el Parque de Isabel la Católica, en la zona este de la localidad.

## Descripción
La pieza escultórica es una obra diseñada en origen por el escultor Manuel Álvarez Laviada quien, en 1926, la forjó en bronce junto a Las dríadas por encargo de los hermanos Wenceslao y Mariano Moré y el Ayuntamiento de Gijón, obteniendo el segundo puesto en la exposición nacional de bellas artes. Tras la muerte del artista, su discípulo Manuel Álvarez Agudo hizo sendas réplicas de estas obras en la década de los años 1960 que son las que hoy en día se encuentran expuestas en el parque.
Diana cazadora representa a la Diana de Versalles original de una forma diferente a como suele verse en otras obras, en una posición relajada, acariciando a uno de sus fieles perros de caza mientras el otro la observa de manera atenta.
Al igual que otras esculturas del parque ha sufrido ataques vandálicos y actos reivindicativos en varias ocasiones, facilitados por el gran tamaño del mismo y por la característica de que no se cierra en horario nocturno, a diferencia de otros parques de las mismas características en otras ciudades españolas.